# Deep Impact (Pferd)

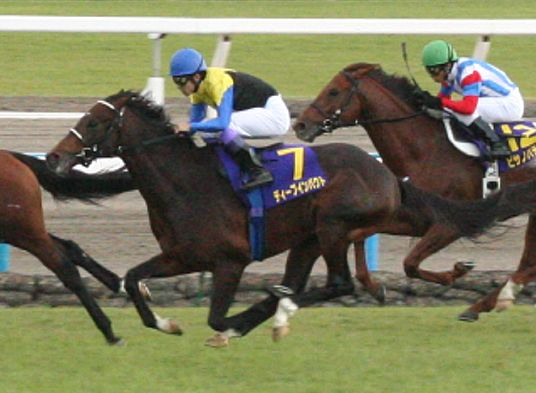
Deep Impact beim Kikuka Sho in Kyoto, 2005

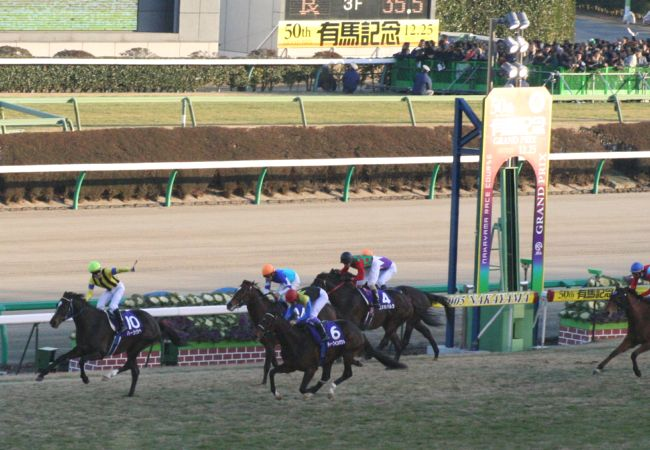
Deep Impact wurde beim Arima Kinen 2005 von Heart’s Cry geschlagen. Das war die erste von zwei Niederlagen in seiner Karriere. Die zweite war ein 3. Platz beim Prix de l’Arc de Triomphe 2006, wo er jedoch aufgrund einer verbotenen Substanz disqualifiziert wurde.

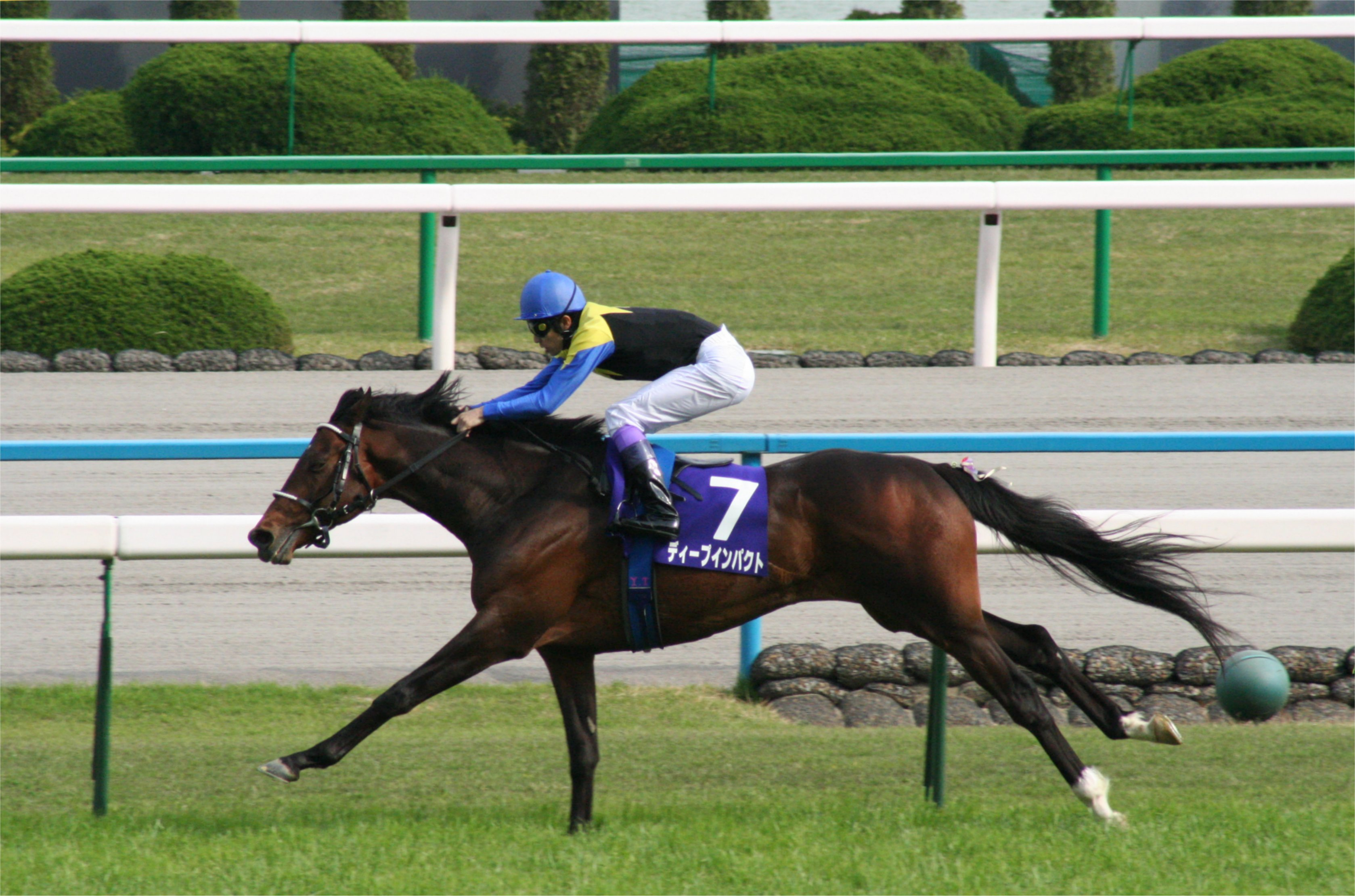
Deep Impact siegt beim Tenno Sho, 30. April 2006

Deep Impact (japanisch ディープインパクト Dīpu Impakuto; geb. 25. März 2002, gest. 30. Juli 2019) war ein berühmtes japanisches Rennpferd, das mit seinem Jockey Yutaka Take sieben japanische Gruppe-I-Rennen gewann.

## Leben
2005 gewann er als Dreijähriger die drei klassischen Zuchtrennen Satsuki-shō, Tōkyō Yūshun und Kikuka-shō. Damit erhielt der braune Hengst die japanische Triple Crown von 2005. Bis zum Gewinn der Triple Crown war er ungeschlagen.
Als Vierjähriger 2006 gewann der Vollblüter das prestigeträchtigste japanische Rennen, den Japan Cup. Er siegte im Arima Kinen, im Frühlings-Tenno Sho und im Takarazuka Kinen. Aufgrund seiner Erfolge wurde er 2005 und 2006 zum japanischen Pferd des Jahres gewählt.
Deep Impact starb am 30. Juli 2019 an den Folgen eines Schädelbruchs im Alter von 17 Jahren.

## Rennsiege
2005
- Yayoi-shō, Gruppe II, Nakayama Turf 2000 m
- Satsuki-shō (japanisches 2000 Guineas), Gruppe I, Nakayama Turf 2000 m
- Tōkyō Yūshun (japanisches Derby), Gruppe I, Tokyo Turf 2400 m
- Kōbe Shimbun Hai, Gruppe II, Hanshin Turf 2000 m
- Kikuka-shō (japanisches St. Leger), Gruppe I, Kyoto Turf 3000 m

2006
- Hanshin Daishōten, Gruppe II, Hanshin Turf 3000 m
- Tennō-shō (Frühling), Gruppe I, Kyoto Turf 3200 m
- Takarazuka Kinen, Gruppe I, Kyoto Turf 2200 m
- Japan Cup, Gruppe I, Tokyo Turf 2400 m
- Arima Kinen, Gruppe I, Nakayama Turf 2500 m

## Zuchtlaufbahn
Deep Impact war in der Shadai-Hengststation in Abira, Hokkaido aufgestellt. Dort wurde er einer der erfolgreichsten japanischen Deckhengste. Er errang von 2012 bis 2020 neun Mal in Folge das japanische Hengstchampionat.

## Abstammung
Der Vater von Deep Impact war Sunday Silence, der über zehn Jahre hinweg die  japanische Hengstliste anführte. Seine Mutter war Wind in Her Hair von Alzao, der 1998 in der englischen und irischen Hengstliste Vize-Champion wurde.
| Vater Sunday Silence (USA) 1986    | Halo (USA) 1969         | Hail To Reason  | Turn-To                |
| Vater Sunday Silence (USA) 1986    | Halo (USA) 1969         | Hail To Reason  | Nothirdchance          |
| Vater Sunday Silence (USA) 1986    | Halo (USA) 1969         | Cosmah          | Cosmic Bomb            |
| Vater Sunday Silence (USA) 1986    | Halo (USA) 1969         | Cosmah          | Almahmoud              |
| Vater Sunday Silence (USA) 1986    | Wishing Well (USA) 1975 | Understanding   | Promised Land          |
| Vater Sunday Silence (USA) 1986    | Wishing Well (USA) 1975 | Understanding   | Pretty Ways            |
| Vater Sunday Silence (USA) 1986    | Wishing Well (USA) 1975 | Mountain Flower | Montparnasse           |
| Vater Sunday Silence (USA) 1986    | Wishing Well (USA) 1975 | Mountain Flower | Edel Weiss             |
| Mutter Wind in Her Hair (IRE) 1991 | Alzao (USA) 1980        | Lyphard         | Northern Dancer        |
| Mutter Wind in Her Hair (IRE) 1991 | Alzao (USA) 1980        | Lyphard         | Goofed                 |
| Mutter Wind in Her Hair (IRE) 1991 | Alzao (USA) 1980        | Lady Rebecca    | Sir Ivor               |
| Mutter Wind in Her Hair (IRE) 1991 | Alzao (USA) 1980        | Lady Rebecca    | Pocahontas             |
| Mutter Wind in Her Hair (IRE) 1991 | Burghclere (GB) 1977    | Busted          | Crepello               |
| Mutter Wind in Her Hair (IRE) 1991 | Burghclere (GB) 1977    | Busted          | Sans Le Sou            |
| Mutter Wind in Her Hair (IRE) 1991 | Burghclere (GB) 1977    | Highclere       | Queen’s Hussar         |
| Mutter Wind in Her Hair (IRE) 1991 | Burghclere (GB) 1977    | Highclere       | Highlight (Family 2-f) |